# Sugar Is Sweeter
Sugar Is Sweeter is een Engelstalige single van de Belgische muzikanten C.J. Bolland en Kris Vanderheyden uit 1996.
Op de single stonden volgende versies van het nummer:
1. Radio edit
2. Armand's Drum 'n' Bass Mix
3. Insuline Injection mix
4. Monkey Maffia mix

Het nummer verscheen op het album The Analogue Theatre uit 1996.

## Meewerkende artiesten
- Producer
  - Kris Vanderheyden
- Muzikanten
  - Jade 4U